# سيتوكروم 2C19
سيتوكروم 2C19 (اختصاراً CYP2C19) هو إنزيم بروتيني وينتمي إلى واحد من التصنيفات الفرعية لمجموعة إنزيمات سيتوكروم بي450 متعددة الوظائف. يعد التصنيف الفرعي الذي ينتمي إليه هذا الإنزيم مسؤولاً عن تحفيز أيض (استقلاب) الأجسام الغريبة بما في ذلك بعض العقاقير المثبطة لمضخة البروتون ومضادات الاختلاج. يعد الجين CYP2C19 مسؤولاً عن تشفير البروتين CYP2C19.
يعد CYP2C19 من الإنزيمات الكبدية، وله تأثير على حوالي استقلاب 10% من العقاقير المختلفة.